# Чжан Нин
Чжан Нин (кит. упр. 张宁, пиньинь Zhāng Níng, 19 мая 1975) — китайская бадминтонистка, чемпион мира и олимпийский чемпион.

## Биография
Чжан Нин родилась в 1975 году в Цзиньчжоу провинции Ляонин. В 1985 году пошла в местную спортшколу, в 1990 году вошла в национальную молодёжную сборную, с 1991 — член национальной сборной. В 1990 году она занимала призовые места на престижных международных чемпионатах, в 2003 году стала чемпионкой мира, а в 2004 и 2008 годах — олимпийской чемпионкой. На церемонии закрытия Олимпиады-2008 Чжан Нин была знаменосцем сборной КНР. В 2008 году она завершила спортивную карьеру.